# Bataille de Prague (1648)
Pour les articles homonymes, voir Bataille de Prague.
Guerre de Trente Ans
La bataille de Prague, qui a eu lieu entre le 25 juillet et le 1er novembre 1648, est la dernière action de la guerre de Trente Ans. Alors que les négociations pour la Paix de Westphalie sont en cours, les Suédois ont l'occasion de mener une dernière campagne en Bohême. Le résultat principal, et probablement le principal objectif, est le pillage de la collection d'art assemblés au château de Prague par Rodolphe II, Empereur du Saint Empire romain (1552-1612), qui fut ensuite transporté via l'Elbe dans des barges et expédiés à la Suède.
Après avoir occupé le château et l'ouest de la rive de la Vltava pendant quelques mois, les Suédois se retirent après le traité de paix.

## Déroulement
Le général Hans Christoff von Königsmarck, le commandant des forces suédoises, entre dans la ville, défendue par le gouverneur Feldmarschall Rudolf von Colloredo (de), un vétéran du siège de Mantoue et de la bataille de Lutzen, où il a servi sous Albrecht von Wallenstein. Les Suédois capturent le château de Prague, sur la rive ouest de la Vltava, et tentent d'entrer dans la Vieille Ville, sur la rive orientale de la rivière, mais sont repoussés sur le Pont Charles, par les hommes de Colloredo. Quand l'armée suédoise commandée par le Prince Carl Gustaf arrive en renfort près de Prague, des assauts sont lancés contre la ville, et repoussés en grande partie grâce à l'habileté du Feldmarschall et l'énergie de ses troupes. Quand en novembre Gustaf apprend la signature de la paix, il ordonne à ses troupes de se retirer.
Incapables d'entrer dans la ville, les Suédois pillent le château ; pour certains c'était le but principal de ce raid. De nombreux trésors recueillis par l'Empereur Rodolphe II (comme le Codex Gigas et le Codex Argenteus) ont été rapportés en Suède, Encore aujourd'hui, on peut en retrouver dans le palais de Drottningholm, par exemple, plusieurs statues d'Adrien de Vries. Un inventaire de 1652 liste 472 peintures suédoises venant de Prague.

## Monuments
Un monument érigé au xixe siècle sur la tombe de Colloredo, dans l'église de l'Ordre de Malte, à Prague, rappelle sa victoire :
| Texte original | Traduction française |
| HIER RUHT RUDOLF GRAF COLLOREDO K. K. FELDMARSCHALL UND MALTHESERORDER GROSSPRIOR Vertheididiger der Alt und Neusstad Prags gegen die Schweden Geb. Suis 2 Nov. 1585 Gest. Suis 27 Janv. 1657. | Ici gît Rudolf, comte Colloredo, Feldmarshall impérial et royal et Grand prieur de l'Ordre de Malte, Défenseur de la Vieille ville et de la Nouvelle Ville de Prague contre les Suédois. Né le 2 novembre 1585 Mort le 27 janvier 1657 |

Sur le Pont Charles, une inscription latine du xviie siècle dit :
| Texte original                                                                                    | Traduction française |
| SISTE VIATOR, SED LUBENS, AC VOLENS UBI SISTERE DEBUIT, SED COACTUS GOTHORUM, AC VANDALORUM FUROR | « Passant, repose-toi ici, si tu le souhaites, alors qu'ici ont dû être repoussés les Goths (Suédois) et leur fureur vandale » |

## Culture populaire
La 5e piste de l'album Carolus Rex du groupe de power metal Sabaton s'appelle « 1648 » et fait référence à la bataille.